# 1040
| [ Edytuj tabelę ]          |                                                           |
| Książę Polski              | - 1034 Kazimierz I Odnowiciel 1058                        |
| Król Angkoru               | - 1010 Surjawarman I 1048                                 |
| Król Anglii                | - 1035 Harold I Zajęcza Stopa 1040 - 1040 Hardekanut 1042 |
| Król Aragonii i Nawarry    | - 1035 Ramiro I 1063                                      |
| Hrabia Barcelony           | - 1035 Rajmund Berengar I 1076                            |
| Książę Bawarii             | - 1026 Henryk VI 1041                                     |
| Książę Burgundii           | - 1032 Robert I 1076                                      |
| Cesarz Bizancjum           | - 1034 Michał IV Paflagończyk 1041                        |
| Cesarz Chin                | - 1022 Song Renzong 1063                                  |
| Książę Czech               | - 1035 Brzetysław I 1055                                  |
| Król Danii                 | - 1035 Hardekanut 1042                                    |
| Władca Egiptu              | - 1036 Al-Mustansir 1094                                  |
| Król Francji               | - 1031 Henryk I 1060                                      |
| Król Gruzji                | - 1027 Bagrat IV 1072                                     |
| Hrabia Holandii            | - 1039 Dirk IV 1049                                       |
| Cesarz Japonii             | - 1036 Go-Suzaku 1045                                     |
| Kalif                      | - 1031 Al-Ka’im 1075                                      |
| Król Kastylii              | - 1035 Ferdynand I Wielki 1065                            |
| Wielki książę Kijowa       | - 1019 Jarosław Mądry 1054                                |
| Patriarcha Konstantynopola | - 1025 Aleksy I Studyta 1043                              |
| Władca Korei               | - 1034 Chŏngjong 1046                                     |
| Król Leónu                 | - 1037 Ferdynand I Wielki 1065                            |
| Król Norwegii              | - 1035 Magnus I Dobry 1047                                |
| Książę Obodrzyców          | - 1029 Racibor 1043                                       |
| Hrabia Palatynatu          | - 1034 Otto I ze Szwabii 1045                             |
| Papież                     | - 1032 Benedykt IX 1045                                   |
| Hrabia Portugalii          | - 1028 Mendo III 1050                                     |
| Książę Saksonii            | - 1011 Bernard II 1059                                    |
| Król Szkocji               | - 1034 Duncan I 1040 - 1040 Makbet 1057                   |
| Król Szwecji               | - 1022 Anund Jakub 1050                                   |
| Doża Wenecji               | - 1032 Domenico Flabanico 1043                            |
| Król Węgier                | - 1038 Piotr Orseolo 1041                                 |

Rok 1040 / MXL
stulecia: X wiek ~
XI wiek ~
XII wiek

lata: 1030 «
1035 «
1036 «
1037 «
1038 «
1039 «
1040
» 1041
» 1042
» 1043
» 1044
» 1045
» 1050

## Wydarzenia w Polsce
- Kraków zaczął pełnić funkcję stolicy Polski, po zrujnowanym przez Brzetysława I Gnieźnie.

## Wydarzenia na świecie
- 23 maja/8 ramadan 431 A.H. – Turcy Seldżucccy pokonali armię Ghaznawidów w bitwie pod Dandankanem.
- 14 sierpnia – Makbet zamordował króla Szkocji Duncana i zajął jego miejsce; wydarzenia te z czasem obrosły legendą, która posłużyła za kanwę tragedii Williama Shakespeare’a.

- Antybizantyjskie powstanie Słowian bałkańskich pod wodzą Piotra Deliana.

## Urodzili się
- Ida Lotaryńska, lotaryńska, hrabina Boulogne (zm. 1112)

## Zmarli
- 17 marca – Harold I, król Anglii (ur. ok. 1012)
- 14 sierpnia – Duncan I, król Szkocji (ur. 1001)